# Шибенско-книнска жупанија
Шибенско-книнска жупанија је једна од 20 жупанија Републике Хрватске. Налази се у средишњој Далмацији, а њено седиште је у Шибенику. Остала већа места су Книн, Дрниш и Скрадин. Административно се састоји од 5 градова и 15 општина, насталих из некадашњих великих општина Шибеник, Книн и Дрниш. У данашњим границама Жупанија постоји од 1997. године, те данас заузима површину од 2.994 km². Према подацима из 2001. године у њој је живео 112.891 становник, док је на попису 2011. године број опао на 109.320 становника.  Према прелиминарним резултатима пописа из 2021. у жупанији је живело 96.624 становника.
Налази се на крашком подручју, а у свом јадранском делу, територијално обухвата 285 острва, острваца и хриди. Уз то, и врло разведену обалу, као и бројне културно-историјске знаменитости, Жупанија је једно од врло развијених туристичких подручја Хрватске. Осим туризма, у плодним крашким пољима развијена је и пољопривреда, а у градским средиштима и предузетничким зонама и индустрија. У њој се са 1.831 m висине налази највиши врх Хрватске — Динара, на истоименој планини, као и национални паркови Корнати и Крка. Уз њих, подручје Жупаније делимично захвата и два парка природе Вранско језеро и Велебит.

## Положај
Шибенско-книнска жупанија је смештена у средишњој Далмацији, на обали Јадранског мора и у Далматинској загори. Обухвата крашки рељеф са бројним острвима. Жупанија се протеже правцем запад—исток између 15° 12‘ 22“ и 16° 32‘ 33“ источне географске дужине. Најзападнија тачка Жупаније је светионик Вела Сестрица на острву Сестрица Вела у општини Муртер-Корнати, а најисточнија тачка је на граници са Босном и Херцеговином на планини Динари у општини Цивљане око 9 km источно од села Цетина. Правцем север—југ положај је следећи: између 44°12‘56“ и 43°29‘13“ северне географске ширине. Најсевернија тачка је на граници са Босном и Херцеговином, 7,5 km северозападно од граничног прелаза Стрмица у близини Книна, а најјужнија тачка је у ували Каница у општини Рогозница на граници са Сплитско-далматинском жупанијом и Трогиром. Простирање Жупаније правцем север—југ износи 42‘ 43“, тј. 82 km, а правцем запад—исток 1° 20‘ 11“, тј. 107 km, од чега на копну — 59‘ 06“, односно 78 km. Саобраћајни, као и економски положај Жупаније је такође добар, нарочито са аспекта транзитне повезаности лучких средишта — Шибеника, Рогознице и Скрадина. Шибенско-книнска жупанија има добар положај према остатку Далмације, стога је и важна раскрсница између југа и севера Хрватске.

## Геологија
Жупанија лежи на карбонатним стенама, на којима се развила педолошка подлога у облику црвенице позната и под називом terra rossa. Најстарије наслаге на подручје Жупаније су из млађег палеозоика, тј. перма, а пронађене су на неколико локација у Косовом, Петровом и Книнском пољу. Наслаге из мезозоика, тј. тријаса су пронађене у подручју извора реке Крке, док се јурске наслаге највише могу пронаћи у горском оквиру Книнског поља. Кредне наслаге изграђују средишњи део слива реке Крке, као и острвски део Жупаније. Средњи, од Билушића бука, и доњи део слива, тј. највећи део Севернодалматинске заравни, изграђују наслаге из терцијара. Осим палеогених, заступљене су и квартарне наслаге, која испуњавају дна поља. Међу квартарним наслагама посебно место заузима бигар — важан за формирање бројних слапова на реци Крки.
У Жупанији се према природним обележјима могу издвојити две различите функционалне и просторне области: приморје с припадајућим острвима и крашка Загора, коју чине Дрнишка и Книнска загора. Главни облици рељефа су уздужни кречњачки гребени, доломитско-лапоровите удолине, кречњачка зараван и попречна долина реке Крке. Приморје обухвата обалски појас од Пировца до Рогознице са припадајућим острвским скупинама, побрђима и висовима у залеђу. У тој области за пољопривредну производњу су значајна подручја попут Скрадинског поља грађена од мекших стена попут лапорца, али су њихове површине најмање. Друга област се простире од приморских планина све до Динаре и границе са Босном и Херцеговином. Обухвата највећи део Жупаније и део је простране Севернодалматинске кречњачке заравни, тј. Миљевачког платоа и Загоре. Овде се налазе бројне планине — Промина, Козјак, Динара, Свилаја, Мосећ између којих се пружају пространа и плодна крашка поља — Косово, Петрово и Книнско поље, испресецана бројним рекама.
Према генетској класификацији, обала Жупаније спада у ингресионо набрани тип. Настала је тангенцијалним, тј. хоризонталним убирањем, као део суседног динарског копна, а свој данашњи изглед обала је добила након последњег леденог доба, када су потапањем удолина између рељефних узвишења настали морски канали, док су непотопљена рељефна узвишења између њих постала острва. Такав тип обале, у којем су острва издужена и пружају се паралелно с обалом и рељефним структурама на копну, се често назива и далматински тип обале. На подручју Жупаније налази се 285 острва, острваца и хриди. Сва су изграђена од кречњака. Према класификацији, спадају у континентална острва, настала тектонским убирањем.
Сеизмолошки ово је врло активан простор, као последица изражених тектонских покрета. Највећи део Загоре налази се у подручју сеизмитета од 6 °C по Меркалијевој скали. Подручје градова Книна и Дрниша, као и обални појас се налазе у зони сеизмитета од 7 °C, док се острва Шибенског архипелага налазе у зони од 8 °C Меркалијеве скале.

## Географија

### Рељеф
Обала Жупаније је изузетно разуђена са бројним заливима и увалама. Ваздушна дужина између крајњих обалних тачака на копну износи 56 km, а стварна чак 810 km, што чини да коефицијент разуђености износи високих 14,5. У увалама су се развила насеља и градови Пировац, Водице, Трибуњ, Тисно, Шибеник, Примоштен и Рогозница. Изнад ових насеља издижу се блага узвишења кречњачког порекла — Мачкат, Козара, Лозовац, Тртар, Каменар, Свети Микул и др.
Највећа острвска скупина у Жупанији су Корнати. То је група од око 150 острва различите површине, чији је један део, заједно са припадајућим водама проглашен за национални парк. Налазе се у оквиру општине Муртер-Корнати, док су остала острва распоређена између општина Водице, Тисно, Шибеник, Примоштен и Рогозница. Између Корнатског архипелага и острва Муртер, које је подељено између општина Муртер-Корнати и Тисно, налази се пространо Муртерско море. У оквиру града Водица налазе се четири већа острва — Првић, Тијан, Змајан, Лупањ. Шибенску скупину чине: Зларин, Дрвеник, Вела Сестрица, Вели и Мали Мишјак, Каприје, Какан и Жирје (раздвојени Жирјанским каналом). Недалеко од обала Примоштена су острва Тмара, Смоквица, Маслиновик и Грбавац, а близу Рогознице су Свилан и Смоквица.
Највиши врх Републике Хрватске, а уједно и Шибенско-книнске жупаније је Сињал или Динара на планини Динари, висине 1.831 метар у општини Кијево.

### Клима
Према Кепеновој класификацији климата на подручју Жупаније се може наћи неколико подтипова умерено-топле климе (C). Обалски појас с острвима има умерено топлу влажну климу с врућим летом (Csa), тј. средоземну климу, где је средња температура најтоплијег месеца у години већа од 22 °C. Нижи делови Загоре имају влажно суптропску климу (Cfa), док виши делови имају нешто свежија лета, па је то подручје умерено топле влажне климе с топлим летом (Csb), где је температура најтоплијег месеца нижа од 22 °C. Само највиши делови динарских планина изнад 1.200 m имају умерено-хладну климу (D), тј. њен подтип, влажну бореалну климу (Df). Режим падавина је медитерански са зимским максимумом и летњим минимумом, па су честе летње суше. Просечна годишња количина падавина се креће од скоро 800 mm у Шибенику до 1262 mm у Книну. Снег је врло редак у обалном подручју, док се готово редовно јавља у унутрашњости и на врховима планина. Бура, која дува у хладнијој половини године и маестрал, који дува у топлијој половини године су најучесталији ветрови на подручју Жупаније. На простору Шибенско-книнске жупаније налазе се две метеоролошке станице, и то у Шибенику и Книну и једна климатолошка станица у Дрнишу. Државни хидрометеоролошки завод Републике Хрватске у својим годишњацима и редовним публикацијама објављује податке и вредности за подручје града Шибеника.

### Хидрографија
Жупанија има добро развијену мрежу речних токова. Најважнија река је Крка дуга 72 km, која извире код Книна и улива се у Јадранско море код Шибеника. Њен природни почетак је поток Крчић, а важније притоке су Радљевица, Бутижница и Орашница са десне, и Косовчица, Марчинковица и Прашница са леве стране. Највећа лева притока Крке је река Чикола дуга 47 km са Врбом у изворишном делу, која се у њу улива низводно од Миљевца. Осим слива реке Крке, на простору Жупаније тече још један важан ток — Зрмања, и то у северозападном делу Жупаније, док река Цетина извире у њеном североисточном делу, поред села Цетина.
У Далмацији, а уједно и Шибенско-книнској жупанији налазе се два од три највећа језера у Хрватској: Вранско језеро површине 30 km² између Пировца и Биограда, на граници између Задарске и Шибенско-книнске жипаније, и Прокљанско, површине 11,5 km², на реци Крки, близу Шибеника.
- Водопад Крчић код Книна
- Река Крка
- Скрадински бук на реци Крки
- Крка у доњем делу тока
- Извор реке Цетине

### Живи свет
У Шибенско-книнској жупанији је велика природна разноврсност станишта, флоре и фауне. На њеној територији простиру се два биома — биом умерених широколисних шума и средоземни биом, који су овде представљени са три екорегиона: динарским мешовитим шумама у северним деловима Жупаније и на већим надморским висинама, илирским листопадним шумама у приобаљу и на падинама планина и тиренско-јадранским шумама распрострањеним на острвима Жупаније.
Од биљних врста у приморском појасу, у екорегиону илирских шума, расте зимзелено дрвеће — црника, алепски бор и далматински црни бор. Нарочито је карактеристична вегетација обалског појаса од Пировца до Рогознице, где расте макија и гарига, тј. медитеранска вегетација жбунова. Од пољопривредних култура гаје се: маслине, агруми и винова лоза. У континенталном делу Жупаније срећу се у илирским шумама и храст медунац, црни и бели граб. На висинама преко 1.000 метара у динарским шумама јављају се храстови, буква и клека. Биљни свет острва је типично медитерански, са црником, алепским бором и склерофилним жбуновима. Море и морске обале настањује велики број алги.
Фауна Жупаније је изузетно богата. На копну живи велики број птица, гмизаваца, тј. велики број гуштера и сисара, пре свега вукова и медведа. Морска пространства настањују бројне врсте риба, а има и морских паса, као и других карактеристичних становника водених дубина.

## Становништво
Према попису из 2011. у жупанији је живело 109.375 становника.
| Попис 2011.‍           | Попис 2011.‍           | Попис 2011.‍ | Попис 2011.‍ | Попис 2011.‍ |
| --------------------- | --------------------- | ----------- | ----------- | ----------- |
|                       |                       |             |             |             |
| Хрвати                | Хрвати                |             | 95.582      | 87,39%      |
| Срби                  | Срби                  |             | 11.518      | 10,53%      |
| Албанци               | Албанци               |             | 379         | 0,35%       |
| Аустријанци           | Аустријанци           |             | 4           | 0,00%       |
| Бошњаци               | Бошњаци               |             | 204         | 0,19%       |
| Бугари                | Бугари                |             | 8           | 0,01%       |
| Власи                 | Власи                 |             | 0           | 0%          |
| Мађари                | Мађари                |             | 64          | 0,06%       |
| Македонци             | Македонци             |             | 76          | 0,07%       |
| Јевреји               | Јевреји               |             | 8           | 0,01%       |
| Италијани             | Италијани             |             | 42          | 0,04%       |
| Немци                 | Немци                 |             | 72          | 0,07%       |
| Пољаци                | Пољаци                |             | 19          | 0,02%       |
| Роми                  | Роми                  |             | 22          | 0,02%       |
| Румуни                | Румуни                |             | 10          | 0,01%       |
| Руси                  | Руси                  |             | 32          | 0,03%       |
| Русини                | Русини                |             | 6           | 0,01%       |
| Словаци               | Словаци               |             | 38          | 0,03%       |
| Словенци              | Словенци              |             | 159         | 0,15%       |
| Турци                 | Турци                 |             | 2           | 0,00%       |
| Украјинци             | Украјинци             |             | 19          | 0,02%       |
| Црногорци             | Црногорци             |             | 66          | 0,06%       |
| Чеси                  | Чеси                  |             | 33          | 0,03%       |
| остали                | остали                |             | 172         | 0,16%       |
| регионална припадност | регионална припадност |             | 106         | 0,10%       |
| верска припадност     | верска припадност     |             | 87          | 0,08%       |
| нераспоређено         | нераспоређено         |             | 7           | 0,01%       |
| неизјашњени           | неизјашњени           |             | 416         | 0,38%       |
| непознато             | непознато             |             | 224         | 0,20%       |
| укупно: 109.375       |                       |             |             |             |

Према попису из 1991. на простору Жупаније је живело 152.477 становника, а 2001. године 112.891 становник. Поређењем ових података запажа се пад броја становника у периоду од 10 година за скоро 40.000, но, према препорукама Економске комисије УН-а и Статистичког уреда Европске уније — Еуростата, промењена је и методологија начина пописивања становништва.[н 1][н 2] Главни разлог депопулације јесте рат, разарања, исељавање становника и смањени природни прираштај. Највише је исељавања с простора острва и загорског дела Жупаније, па се данас Жупанија сматра изразито емиграционим и депопулационим подручјем унутар Републике Хрватске. Густина насељености износи 37,8 становника по km². Најнасељенији је приморски део Жупаније, следи га Книнска загора, док је најмања по броју и густини становништва Дрнишка загора.
У Шибенско-книнској жупанији 2001. је живело 54.666 мушкараца, односно 48,42%, и 58.225 жена, односно 51,58%.[н 3] Просечна старост становништва Жупаније износи 41,04 година. Према годинама, број становника је највећи у старосним групама 40—44 (8.162), и 45—49 година (7.906).[н 4]
| Становништво Шибенско-книнске жупаније према полу (Попис из 2001)‍ | Становништво Шибенско-книнске жупаније према полу (Попис из 2001)‍ | Становништво Шибенско-книнске жупаније према полу (Попис из 2001)‍ | Становништво Шибенско-книнске жупаније према полу (Попис из 2001)‍ | Становништво Шибенско-книнске жупаније према полу (Попис из 2001)‍ |
| ----------------------------------------------------------------- | ----------------------------------------------------------------- | ----------------------------------------------------------------- | ----------------------------------------------------------------- | ----------------------------------------------------------------- |
|                                                                   |                                                                   |                                                                   |                                                                   |                                                                   |
| Жене                                                              | Жене                                                              |                                                                   | 5.158                                                             | 0%                                                                |
| Мушкарци                                                          | Мушкарци                                                          |                                                                   | 4.842                                                             | 0%                                                                |

Према националном саставу по последњем попису из 2001. године, већину становништва чине Хрвати (88,44%), које следе Срби (9,06%), Албанци (0,29%), Словенци (0,13%) и Бошњаци (0,13%).[н 6] Према попису становништва из 1991. године, Хрвата је било 61,7%, а Срба 34,2%.
| Национални састав Шибенско-книнске жупаније (Попис из 2001)‍ | Национални састав Шибенско-книнске жупаније (Попис из 2001)‍ | Национални састав Шибенско-книнске жупаније (Попис из 2001)‍ | Национални састав Шибенско-книнске жупаније (Попис из 2001)‍ | Национални састав Шибенско-книнске жупаније (Попис из 2001)‍ |
| ----------------------------------------------------------- | ----------------------------------------------------------- | ----------------------------------------------------------- | ----------------------------------------------------------- | ----------------------------------------------------------- |
|                                                             |                                                             |                                                             |                                                             |                                                             |
| Хрвати                                                      | Хрвати                                                      |                                                             | 8.844                                                       | 0%                                                          |
| Срби                                                        | Срби                                                        |                                                             | 906                                                         | 0%                                                          |
| Остали                                                      | Остали                                                      |                                                             | 25                                                          | 0%                                                          |
| 112.891 становника                                          |                                                             |                                                             |                                                             |                                                             |

| Национални састав Шибенско-книнске жупаније (Попис из 1991)‍ | Национални састав Шибенско-книнске жупаније (Попис из 1991)‍ | Национални састав Шибенско-книнске жупаније (Попис из 1991)‍ | Национални састав Шибенско-книнске жупаније (Попис из 1991)‍ | Национални састав Шибенско-книнске жупаније (Попис из 1991)‍ |
| ----------------------------------------------------------- | ----------------------------------------------------------- | ----------------------------------------------------------- | ----------------------------------------------------------- | ----------------------------------------------------------- |
|                                                             |                                                             |                                                             |                                                             |                                                             |
| Хрвати                                                      | Хрвати                                                      |                                                             | 617                                                         | 0%                                                          |
| Срби                                                        | Срби                                                        |                                                             | 342                                                         | 0%                                                          |
| Остали                                                      | Остали                                                      |                                                             | 41                                                          | 0%                                                          |
| 152.477 становника                                          |                                                             |                                                             |                                                             |                                                             |

Према матерњем језику 97,99% становништва говори хрватски, 0,73% српски, којег следе албански са 0,23%, српско-хрватски са 0,13%, словеначки са 0,12% и хрватско-српски са 0,08%.[н 5] Највећи део Далмације, па и Шибенско-книнске жупаније, служи се штокавским наречјем хрватског,[н 5] и у мањој мери српског језика,[н 5] и то икавског и ијекавског изговора. Па је тако млеко — млико или млијеко, бело је било или бијело, свет — свит или свијет, итд. Обални и оточни део жупаније се служи чакавским наречјем хрватског језика. У говорном језику велик је утицај италијанског језика — помидор (од итал. pomodoro) је парадајз, фрути (од итал. frutto) је воће, пашта (од итал. pasta) је тестенина итд.
Према вероисповести, становништво се на попису 2001. године изјаснило на следећи начин. Апсолутну већину чине римокатолици са 86,27%, након чега иду православци са 8,87%,[н 7] док остатак највећим делом чине агностици и неизјашњени (1,97%), атеисти (1,77%) и муслимани (0,34%).[н 8]
Кретање броја становника на територији Жупаније према пописима приказано је у следећој табели:
| Година пописа  | 1857.  | 1869.  | 1880.  | 1890.   | 1900.   | 1910.   | 1921.   | 1931.   | 1948.   | 1953.   | 1961.   | 1971.   |
| Бр. становника | 85.163 | 89.831 | 92.854 | 103.302 | 118.310 | 130.238 | 134.215 | 147.166 | 148.360 | 157.405 | 164.757 | 161.199 |

| Година пописа  | 1981.   | 1991.   | 2001.   | 2011.   |
| Бр. становника | 152.477 | 152.128 | 112.891 | 109.375 |

## Политика
Управна тела Жупаније су Жупанијска скупштина, која је представничко тело и састоји се од 41 већника.[н 9] Извршна тела су жупан и Жупанијско поглаварство, док су управна тела управне службе, одели и заводи.
Жупанијска скупштина као представничко тело, које се бира сваке четири године на локалним изборима, доноси Статут Жупаније, њен прорачун и одлуке о његовом извршењу, одлуке о Жупанијским порезима, накнадама и другим приходима, бира и разрешује дужности председника и потпредседника Жупанијске скупштине, чланове Жупанијског поглаварства итд.
Жупан је тело извршне власти, бира се сваке четири године на непосредним изборима већином од 50% +1 глас бирача изашлих на изборе. Има два заменика. Жупан извршава одлуке Жупанијске скупштине, врши надзор над законитошћу рада управних тела Жупаније, има право вета на општи акт Скупштине, ако оцени да је њиме повређен Закон или неки други пропис итд.
Жупанијско поглаварство је извршно тело власти које чини 13 чланова. Председник поглаварства је жупан, а његова два заменика су заменици председника поглаварства. Чланови поглаварства се бирају из редова Скупштине. Поглаварство обавља извршне послове, попут утврђивања предлога Статута и прорачуна Жупаније, доноси предлоге општих аката, управља имовином Жупаније итд.
Према резултатима последњих локалних избора одржаних 17. маја 2009. године Жупанијска скупштина има следећи састав: 17 већника је из редова ХДЗ-а, 8 већника има Независна листа Стипе Петрине, 6 већника има коалиција СДП—ХНС, 4 коалиција ХСП—ХРЗ—ХП, 4 су већника СДСС-а и два из ХСС-а.[н 10]
Жупанија има свој грб и заставу, чији су изглед и употреба регулисани законом. Грб Жупаније је црвени штит на коме се налази златна стилизована круна из периода старих хрватских владара и усправљени старохрватски мач, чија је дршка златне, а оштрица сребрне боје. Застава је у размеру 1:2 и морско плаве је боје, која симболизује Јадранско море, а у горњем и доњем делу су две узане хоризонталне сребрне траке, које симболизују реку Крку. Дан Жупаније је 17. мај, и представља сећање на 17. мај 1997. године када је одржана прва конститутивна седница Шибенско-книнске жупаније.

## Историја
Према Закону о подручјима жупанија, градова и опћина из 1992. године, којим су створене жупаније, од некадашњих великих општина Шибеник[н 11] и Дрниш[н 12] формирана је Шибенска жупанија. Некадашња велика општина Книн[н 13] је истим Законом припала Задарско-книнској жупанији у којој је с осталим општинама са српском већином чинила Котар Книн. Таква територијална организација никада није заживела, јер су у периоду од 1991—1995. године, за време рата у Хрватској, Книн и већи део Северне Далмације и Далматинске загоре чинили део Републике Српске Крајине, те су тако de facto били ван контроле власти у Загребу. У данашњим границама Жупанија постоји од 1997. године, када је територија некадашње општине Книн издвојена из Задарске жупаније и припојена Шибенско-книнској жупанији. Уставним одредбама из 2000. године, котар као област је престао да постоји, па су у данашњој територијалној организацији Републике Хрватске основне јединице самоуправе: жупанија, град и општина. Данас Шибенско-книнска жупанија захвата укупну површину од 5.670 km², од чега је 2.994 km² у копненом делу. Подељена је на 5 градова и 15 општина, који су сачињени од укупно 194 насеља. Седиште је град Шибеник.

## Привреда
Привреда Шибенско-книнске жупаније је у развоју. Најзаступљеније гране су пољопривреда, индустрија и туризам. Захваљујући страним инвестицијама и Владиним програмима везаних за привредне делатности, направљени су планови о изградњи индустријских и привредних зона у оквиру већих жупанијских центара. Привредно најразвијенији градови у Жупанији су Шибеник и Дрниш. Највећи број становништва је запослен у терцијарном сектору, следе примарни, па секундарни сектор.
Примарним сектором доминира пољопривреда, која је у Жупанији добро развијена. У плодним крашким пољима се узгајају прехрамбене културе попут пшенице, јечма, овса, кукуруза, кромпира, парадајза, а на острвима и приморју је погодна клима за бављење воћарством, посебно за узгој јужног воћа, затим маслинарством, као и виноградарством, па на простору Жупаније има неколико винарија од којих је најпознатија Виноплод из Шибеника. Сточарство је заступљено у северном делу Жупаније у општинама где се пружају високе планине динарског краса — Мосећ, Козјак, Промина, Динара. Шумарство је грана којом се интензивно баве становници с подручја Загоре, тј. Ружића, Унешића, Промине, Ервеника и Книна. Риболов је важна грана за Шибенско-книнску жупанију. Осим морског риболова, он је заступљен и на рекама — Крки и Чиколи, а лов је добро развијен у динарском појасу, где се могу срести мањи сисари и звери — зечеви, срне, лисице, фазани.
У секундарном сектору су заступљене следеће индустријске гране: екстракција камена, прехрамбена индустрија, индустрија алкохолних производа, хемијска и метална индустрија, прерада пластике, грађевинска индустрија, бродоградња, рециклажа производа, хидроенергетика. Најважнија привредно-индустријска средишта су Шибеник, Дрниш, Примоштен, Водице и Тисно.
Највећи број фабрика је смештен у Шибенику, као индустријском средишту Жупаније. ТЕФ — Творница електрода и феролегура била је индустријски гигант града Шибеника све до пропасти и рушења погона средином 1990-их. У Шибенику ради фабрика ТЛМ — Творница лаких метала, али смањеним капацитетом. У Дрнишу се налази ТОФ — Творница оплемењених метала и ГИРК Калун, који се бави екстракцијом и обрадом камена. Треба поменути и ДИВ (бивши ТВИК), фабрику шрафова. Највеће бродоградилиште у Жупанији је Ремонтно бродоградилиште Шибеник основано 1905. као бродоградилиште за ремонт и поправак бродова ратне морнарице Аустроугарске. Од 1990-их ради смањеним обимом, па тренутно пролази кроз процес ревитализације пословања. У насељу Бетина у општини Тисно, налази се и мало бродоградилиште са традицијом дугом 260 година. Индустрија Шибенско-книнске жупаније је у благом успону, након тешког периода изазваног услед рата у Хрватској и економске транзиције. Један од начина ревитализације индустријске производње се остварује путем оснивања предузетничких зона.
На 3,5 km источно од Шибеника на површини од 549 ha изграђена је предузетничка зона Поди у којој ће бити смештене фирме и предузећа различитих профила. Тренутно се у оквиру ње налази тридесетак фирми које се баве грађевинарством, прерадом стакла, обновљивим изворима енергије итд, а још дванаест предузећа, са делатностима обраде дрвета, рециклаже итд, гради своја постројења. На километар удаљености од Дрниша смештена је Пословна зона Дрниш са инфраструктурним капацитетима за производне, пословне и трговачке делатности, као и за градњу истраживачких центара и технолошких паркова. Тренутно се у Зони налазе бројна предузећа из грађевинске и трговинске делатности, производње амбалаже, грађевинска стоваришта, погони за рециклажу и обраду дрвета и др, а у насељу Радонић је Пословна зона Радонић која је у развоју. У Водицама је у плану изградња индустријске зоне Чиста чија је намена груписање и боље организовање привреде овога подручја.
Како река Крка с притокама има велик хирдоенергетски потенцијал, исти је искоришћен за производњу струје, па се на територији Жупаније налазе пет хидроелектрана — ХЕ Голубић на Бутишници, саграђена 1981, ХЕ Миљацка, највећа од њих, саграђена 1906. године, ХЕ Јаруга, подигнута 1903. године код Скрадинког бука и мала МХЕ Крчић на Крчићу, које су у саставу Хрватске електропривреде, као и ХЕ Рошки слап којом управља приватна компанија Hidrowatt. Хидроенергетски потенцијал реке Крке и њених притока није у потпуности искоришћен, па остаје простора за градњу нових малих хидроелектрана. На подручју Жупаније тренутно ради и једна ветроелектрана Тртар-Кртолин, а у плану је и градња нових ветроелектрана.
Од услужних делатности терцијарног сектора водећи је туризам. Највећи туристички центри су свакако: Шибеник, Водице, Скрадин, Трибуњ, Пировац, Примоштен и Рогозница. Богата понуда и велики број туриста из иностранства, који се сваке године повећава, чине овај сектор привреде најпрофитабилнијим, најразвијенијим и најзаступљенијим.
Угоститељством се у склопу туристичке понуде, највише бави становништво приморских места од Пировца до Рогознице, као и у областима око значајнијих туристичких средишта. Трговина је такође важна привредна грана у Жупанији. На простору великих градова, а нарочито у њиховим предграђима, изграђени су велики трговински центри — Плодине, Конзум из концерна Агрокор, словеначки Меркатор, Водичанка.

## Саобраћај
Жупанијско средиште Шибеник и остала обална места су Јадранском магистралом повезана с целом хрватском обалом и градовима на њој — Биоградом и Задром на северу, као и Трогиром, Сплитом, Макарском и Дубровником на југу. Регионални путеви повезују већа жупанијска средишта у правцу унутрашњости, тј. Шибеник и Книн с границом с БиХ. Године 2005, довршетком деоница ауто-пута  (Ауто-цеста А1), популарно зване — Далматина, од Карловца до Сплита омогућено је још брже повезивање Жупаније са континенталном унутрашњошћу земље, као и са јужним делом Далмације. Железничком пругом Шибеник је преко Перковића повезан са осталим жупанијским центрима — Дрнишом и Книном, као и са другим градом по величини у Хрватској — Сплитом. Книн је најважније железничко чвориште Далмације, јер је Книн преко Бенковца повезан са Задром, преко Грачаца с Госпићем, Карловцем и Загребом, а преко Бихаћа у Босни и Херцеговини са Сиском и Загребом. Шибенска лука представља важну везу Жупаније са осталим лучким средиштима Хрватске, Задром и Ријеком на северу и Сплитом и Дубровником на југу, као и острвима у шибенском архипелагу. У Жупанији нема аеродрома, тако да се ваздушни саобраћај према Загребу и остатку Европе и света, одвија преко суседних аеродрома Сплит у Каштелима, удаљеном 45 km од Шибеника, и аеродрома Задар у Земунику Доњем, који је 50 km удаљен од Шибеника.

## Образовање и спорт
У Жупанији постоје 23 основне школе, 13 средњих школа, као и два политехникума. Шибеник је као средиште Жупаније и њен образовни центар. На подручју Града Шибеника постоји 9 основних и 10 средњих школа, као и један политехникум, са студијским смеровима из подручја друштвених и техничких наука, туризма, организације и информатике. На подручју Града Книна делује други политехникум са студијама из подручја трговине, пољопривреде и прехрамбене индустрије, као и 2 основне и 2 средње школе. У осталим градовима и општинама постоји 12 основних и 1 средња школа.
Спортске активности у овом подручју се врло заступљене. Постоји десетак фудбалских клубова — прволигаш ХНК Шибеник, НК Динара из Книна, НК Загора из Унешића итд. Од неколико кошаркашких клубова, најпознатији је КК Шибеник, односно КК Шибенка, који је своје најбоље резултате постигао док је у њему играо један од најбољих хрватских и светских кошаркаша, а уједно и најпознатији спортиста с подручја Жупаније — Дражен Петровић. С Петровићем је КК Шибенка две године за редом, 1982. и 1983, била финалиста Купа Радивоја Кораћа у којем је оба пута изгубила од Лиможа. Године 1983. КК Шибенка је у финалу првенства бивше Југославије савладала КК Босну из Сарајева и постала првак државе. Петровић је каријеру наставио у КК Цибони и Реал Мадриду, а од 1989. играо је у НБА.
Од осталих спортова заступљени су још и ватерполо, веслање, боћање, тенис, рукомет и одбојка.

## Култура и обичаји
Шибеник је као средиште Жупаније и њен културни центар, тако да се у њему налазе важније културне установе. Богат позоришни живот Шибеника се до градње нове зграде Шибенског казалишта одржавао на више различитих локација у граду. Данашња зграда позоришта изграђена је 1870. године, новцем грађана Шибеника, те је прва и једина зграда позоришта у Хрватској коју није изградила држава. У време градње са 500 седишта била је највећа и најлепша позоришна зграда у Хрватској. Данашње Шибенско казалиште је следник Народног казалишта Шибеник основаног 1945. Од 1963. у позоришту је престао деловати професионални драмски ансамбл, па је позориште наставило с полупрофесионалним радом с неколико премијерних представа на годину. Тешко је оштећено у гранатирању у септембру 1991, па је до краја обнове и рестаурације остало затворено све до 2001. Од 1966. године у склопу позоришта почиње деловати и Дјечји фестивал у Шибенику, данас Међународни дјечји фестивал, основан 1958. На отвореној позорници испред старе шибенске градске већнице, на којој се Фестивал одржава, играле су бројне представе домаћих и страних аутора. Посебност фестивала су и бројни попратни едукативни и стручно-научни садржаји. Шибенски музеј је основан 1925. године, а данас се састоји од археолошког, културно-историјског и етнографског одељења. Делатност музеја је прикупљање, чување и презентовање баштине шибенског краја.
Ношња у овим крајевима је врло карактеристична, од чега је најпознатија шибенска капа црвене или наранџасте боје с украсима. У Жупанији, с обзиром на њен географски положај, служе се бројни морски специјалитети, то су најчешће рибе попут бранцина, орада, зубатаца, или других плодова мора као што су шкампи, лигње, ракови и сл. Посебно препознатљива је далматински пршут и дивље шпароге, али и квалитетно вино — црно, бело и прошек.

## Знаменитости
Римокатоличка црква има велики број верских споменика, међу којима је најважнији споменик културе Катедрала светог Јакова у Шибенику која се налази и на листи заштићених споменика Унеска. Грађена је током 15. и 16. века у три фазе:
- Прва или Пулшићева фаза, 1431—1441, по бискупу Богану Пулшићу, када су постављени темељи.
- Друга или Јурјева фаза, 1441—1473, по архитекти Јурју Далматинцу, када су подигнуте основе светишта. Ово раздобље карактерише раноренесансни и тоскански стил градње.
- Трећа фаза или Николина фаза, 1475—1536, по архитекти Николи Фирентинцу, обухвата радове на спајању зидина, подизању сводова и коначном завршетку.

Након смрти Николе Фирентинца, Катедрала је довршавана и поправљана још наредних 30 година. Током 16. и 19. века рађене су значајније рестаурације, а последња је извршена 1996—1997. године због оштећења куполе за време гранатирања града са српских положаја током рата у Хрватској.
Изнад шибенског старог градског језгра издижу се три вредна фортификацијска споменика — тврђаве св. Миховил, св. Иван и Шубићевац, као и једна поморска фортификација — тврђава св. Николе изграђена за одбрану града с мора. Тврђава св. Миховила је грађена од 15. до 17. века. Налази се на надморској висини од 70 m. Археолошким ископавањима, осим остатака из доба млетачке управе над градом, пронађени су и остаци из гвозденог доба што показује да су Хрвати тврђаву подигли на месту старе илирске градине. Тврђава св. Ивана се налази са северне стране старе градског језгра. Саграђена је на брду високом 115 m 1646. године и то само за месец и по дана, јер су се грађани, који су помогли у изградњи, бојали турских напада из унутрашњости. Брзина градње се показала оправданом јер су се већ идуће године око тврђаве водиле тешке борбе с војском турског паше Текелије. Грађена је према нацртима Антонија Ленија, млетачког војног инжењера. Тврђава Шубићевац је саграђена 1646, исте године као и тврђава св. Ивана. Налази се на нижем положају од тврђаве св. Ивана, но такође је одиграла важну улогу у одбрани града од турског напада 1647. Дуже време се називала тврђава Дегенфелд, по барону Дегенфелду, Немцу у млетачкој служби, који је 1647. одбранио град од Турака. Тврђава св. Николе је саграђена у 16. веку у облику троугла. Намена тврђаве је била одбрана града Шибеника од турских напада с мора. Саграђена је на улазу у морски канал св. Анте. Једна је од најлепших и најјачих морских утврђења на источној обали Јадрана, а одиграла је важну улогу у одбрани Шибеника за време Кипарског и Кандијског рата.
Маузолеј Ивана Мештровића или Црква Пресветог откупитеља је гробница породице познатог хрватског вајара Ивана Мештровића. Налази се у селу Отавице у залеђу Шибеника. Градила се од 1926. до 1931, према нацртима самог Мештровића, но капела до данас није у потпуности довршена. Године 1967. Црква је према одредбама Закона о заштити споменика културе заштићена као непокретни споменик културе.
Самостан Висовац на истоименом острвцету у средишту Висовачког језера на реци Крки се први пут помиње 1400. године. Острво су први населили августинци, након чијег одласка су на острвце 1445. пристигли фрањевци, који су затечени августински самостан проширили. Црква на острву је саграђена 1576. недуго пре него што је острво пало под турску власт. За време Кандијског рата самостан је срушен, а црква тешко оштећена. Након рата фрањевци се поновно враћају на острво, а 1674. султан Мехмед издаје ферман — заповест, којом се посед враћа фрањевцима. Ферман се и данас чува у самостану као посебан и редак документ. У самостану се чува и сабља народног хероја Вука Мандушића који је погинуо у борби са Турцима.
Српска православна црква у Жупанији организована у Далматинску епархију има доста значајних споменика међу којима је најзначајнији Манастир Крка. Налази се на око 3 km источно од Кистања у кањону реке Крке. По предању подигнут је у време краља Милутина на месту где је апостол Павле држао проповед. Манастир је подигла Јелена Шубић, жена хрватског бана Младена III Шубића и сестра цара Душана око 1350. године, посветивши га св. арханђелу Михаилу. Први писани спомен Манастира датира из 1402. године. Манастир је грађен и дограђиван све до 18. века и представља, од самог почетка, најзначајнији духовни и културни центар православља у Далмацији. Црква је изграђена у византијском, а звоник, који је довршен 1790. године, у ренесансном стилу. У 17. веку у њему је основана школа за свештенике, а од 1966. године формирана је и Богословија Света Три Јерарха. Поред богатих рукописних збирки овде се чува и познати епитрахиј, рађен по предању, у време Светог Саве.
Бискупија је место удаљено 7 km од Книна. Налази се на простору језгра средњовековне хрватске државе и представља једно од најзначајнијих старохрватских археолошких налазишта. Стари назив за Бискупију, највероватније из 10. века, је Пет цркава на Косову према пет цркава на локацијама Црквина, Букоровића подворница, Ступови, Лопушка главица и Света Тројица, за чије темеље археолози сматрају да потичу из времена хрватских владара од 9. до 11. века. Данашњи назив, локалитет носи од 11. века, јер је тада катедрала св. Марије постала седиште свих хрватских бискупа. На месту старе цркве је према нацртима вајара Ивана Мештровића током 1937. и 1938. изграђена меморијална црква. Током рата у Хрватској црква је поновно уништена и тренутно чека на обнову.
Бурнум је некадашњи староримски војни логор у којем су биле смештене XI и IV легија римске војске. Сврха логора је била контрола прелаза преко реке Крке. Састоји се од два локалитета — принципија, седишта логора и амфитеатра из 1. века из доба цара Веспазијана. Логор је разорен 639. године за време аварско-словенских ратова, а његови остаци се налазе у месту Ивошевци, 19 km удаљеном од Книна.
Книнска тврђава је грађена у периоду од 9. века до 18. века. Налази се на 345 m надморске висине, 100 m изнад самога града, над којим доминира као најпознатији и најпрепознатљивији градски симбол. Неки од хрватских краљева су у Книну имали повремену, док је краљ Дмитар Звонимир у Книну имао сталну престоницу. Састоји се од пет међусобно повезаних делова, окруженим зидинама дугим скоро 2 km.

## Заштићена природна добра
У Жупанији се налазе два национална парка — Крка и Корнати, и два парка природе — Вранско језеро и Велебит.
Национални парк Крка проглашен је 1985. године и данас обухвата површину од 109 km², протежући се од Книна до Скрадина. Обухвата ток реке Крке, са долином Чиколе. На реци се налази 7 водопада — Блушића бук висок 22 m, који једини није хидроенергетски искоришћен, затим Брљан или Ћорића бук (14 m) где се налази и вештачка акумулација Бјелобер. Следи највећи водопад — Манојловац висок 59 m, који чини низ од неколико слапова. Остали су — Рошњак (8 m), Миљацка (24 m), Рошки слап (25,5 m) и сигурно најпознатији од свих Скрадински бук са 17 степеница укупне висине 45,7 m поред Скрадина. У оквиру Парка налази се 860 разних врста биљака од којих су многе ендеми, 18 врста слепих мишева и исто толико врста риба од чега су чак 10 ендеми.
Национални парк Корнати проглашен је 1980. године и данас обухвата површину од 217 km². Корнати су острвски архипелаг сачињен од Горњег (Ситски и Жутски) и Доњег низа (Корнатски и Пучински). Управо је Доњи низ у оквиру Националног парка и чини га 89 острва укупне копнене површине 49 km², док преосталу површину Парка чине припадајуће воде. На Корнатима расту папрати и голосеменице уз пољопривредне културе, док фауну представљају галебови, сове и велики број инсеката, а под морем је присутна велика разноврсност живог света с бројним цветницама, с преко 200 врста алги, ту живе и корали, мекушци, ракови, и 160 врста риба.
Парк природе Вранско језеро смештен је између Биограда u Задарској жупанији и Пировца на површини од 57 km², од чега је 30 km² језеро. За парк природе је проглашено 1999. године. Вранско језеро је и јединствени орнитолошки резерват још од 1983, тада на површини од 8,5 km², где се налази и велика површина прекривена трском. До сада је утврђено да се у Парку налази 241 врста птица, неколико врста риба, са нагласком на врсту средоземна црвенперка, која живи само у овом језеру, неколико извора воде и густа борова шума.
Парк природе Велебит заузима 2.270 km², на дужини од 145 km, пружајући се од Сења до Зрмање. Обухвата планину Велебит са врховима од преко 1.700 m. Шибенско-книнској жупанији припада крајњи југоисточни део Парка који је смештен у општини Ервеник. Уопштено на Велебиту се налази 1.854 биљне врсте, од тога 79 ендема и стотинак врста животиња, од којих су најкарактеристичнији мрки медвед, вук и рис.

## Знамените личности
Порекло из Жупаније воде и многе познате личности:
Писци и књижевници:
- Симо Матавуљ, Шибеник
- Иван Аралица, планина Промина
- Весна Парун, Шибеник
- Иво Брешан, Шибеник
- Јурај Шишгорић, Шибеник

Научници и уметници:
- Иван Мештровић, вајар, Отавице, општина Ружић
- Фауст Вранчић, проналазач и лингвиста, Шибеник
- Синиша Шкарица, редитељ, Шибеник

Певачи:
- Арсеније Дедић, Шибеник
- Мишо Ковач, Трибуњ
- Вице Вуков, Шибеник

Филмски режисери:
- Федор Шкубоња, Шибеник
- Мате Реља, Шибеник

Глумци:
- Шпиро Губерина, Шибеник
- Горан Вишњић, Шибеник

Спортисти:
- Дражен Петровић, кошаркаш, Шибеник
- Невен Спахија, кошаркашки тренер, Шибеник